# San Andrés, Zihuateutla
San Andrés är en ort i Mexiko.   Den ligger i kommunen Zihuateutla och delstaten Puebla, i den sydöstra delen av landet, 170 km nordost om huvudstaden Mexico City. San Andrés ligger 702 meter över havet och antalet invånare är 108.
Terrängen runt San Andrés är huvudsakligen kuperad, men den allra närmaste omgivningen är platt. Runt San Andrés är det ganska tätbefolkat, med 60 invånare per kvadratkilometer. Närmaste större samhälle är Xicotepec de Juárez, 15,8 km väster om San Andrés. Omgivningarna runt San Andrés är en mosaik av jordbruksmark och naturlig växtlighet.